# SNCAC NC.1070
Le NC.1070 était un projet de bombardier bimoteur embarqué concurrent du Nord 1500 Noréclair développé à la fin de la Seconde Guerre mondiale. Celui-ci ne fut jamais produit en série.

## Histoire
En 1943, alors que la France était encore occupée par les Allemands, la Marine nationale lança clandestinement un programme pour un appareil bimoteur embarqué destiné au bombardement en piqué, au torpillage et à la lutte anti-sous-marine. De nombreuses études furent entamées et en 1944 à la Libération, le projet de la SNCAC est retenu pour le programme de réarmement au même titre que celui de la SNCAN. Le projet développé par le bureau d'études d'Issy-les-Moulineaux, spécialiste des appareils embarqués, appartenaient alors à la SNCASO avant que la responsabilité de celui-ci soit transféré à la SNCAC. Le projet fut donc d'abord désigné SO.1070 avant de devenir NC.1070.
À la fin de la guerre, l'aviation navale estimait avoir besoin de 105 appareils de ce type. Le projet NC.1070 ayant fortement impressionné la Marine demanda le financement au ministère de 15 appareils (12 basés à terre et 3 embarqués). Une commande fut finalement passée le 20 août 1945 mais limitée à trois prototypes. La commande du troisième appareil fut finalement annulée le 25 avril 1946. Il fut envisagé d'en équiper le projet de porte-avions Clemenceau (PA 28).
Le premier vol du NC.1070 eut lieu le 23 mai 1947 aux mains de Fernand Lasne, le pilote d'essai de nationalité française étant assisté lors de ce vol inaugural par M. Blanchard. Il effectua des vols d'essais pendant près d'un an au cours desquels on nota les bonnes qualités de vol de l'appareil mais aussi des performances décevantes en raison de la faiblesse de ses moteurs. Finalement, le 9 mars 1948, à la fin d'un vol d'essai près de Toussus-le-Noble le prototype 01 du NC.1070 dut se poser sur le ventre en raison d'une panne de sortie du train d'atterrissage. L'appareil bien que peu endommagé ne fut pas réparé en raison de la perte d'intérêt des autorités pour cet appareil. Par ailleurs, à cette époque de lourds travaux de conversion avaient été entrepris sur le second prototype devenant le NC.1071.

## Description
Le NC.1070 était un bimoteur entièrement métallique à ailes médianes et fuselage triple corps, les berceaux moteurs étaient prolongés par des poutres sur lesquelles reposaient les empennages. Les ailes de formes trapézoïdales avaient un allongement de 8 et possédaient des volets de courbure et des aérofreins à l'intrados et à l'extrados. Elles possédaient en outre deux articulations leur permettant de se replier au-dessus du fuselage faisant passer l'envergure de 20 m à 7,5 m ; l'appareil de série aurait dû recevoir un système de repliage hydraulique mais le prototype 01 en était dépourvu.
Le fuselage avait une section ovoïde et était de construction semi-monocoque. On trouvait d'avant en arrière, le poste de bombardier avec un nez partiellement vitré, le poste de pilotage, la soute à bombes et le réservoir, et à la queue le poste de mitrailleur et la tourelle, tous les postes d'équipage recevaient un fort blindage. Au niveau des empennages, les deux dérives reposaient sur les poutres prolongeant les berceaux des moteurs et étaient surmontées d'un plan fixe.
Le train d'atterrissage tricycle était construit par Messier. La jambe avant était décalée sur la gauche pour permettre la visée et se rétractait vers l'arrière dans le fuselage. Le train principal se rétractait dans les poutres grâce à une cinématique complexe. La rentrée du train d'atterrissage utilisait un système électro-hydraulique.
Au niveau du groupe moto-propulseur, le NC.1070 utilisaient des moteurs en étoile Gnome et Rhône 14R-25 comportant 14 cylindres répartis sur deux rangées et refroidis par air. Ces moteurs avaient une puissance maximale théorique de 1 600 ch mais dans la réalité inférieure. Ceux-ci entraînaient des hélices tripales tournant en sens inverses.
Son armement offensif comportait une torpille ou des bombes ou encore des grenades anti-sous-marines. Il possédait aussi deux canons fixes de 30 mm et pouvait recevoir des roquettes sous les ailes. Au niveau défensif, il devait comporter deux canons MG 151 de 20 mm en tourelle montée à l'arrière du fuselage.

## Sources
1. ↑  LE 23 MAI 1947 DANS LE CIEL : LE SNCAC NC.1070 FAIT SON 1ER VOL

- Jean Cuny, Les avions de combat français 1944-1960, vol. 2 : Chasse lourde, bombardement, assaut, exploration, Paris, Éditions Larivière, coll. « Docavia », octobre 1989, 279 p., p. 31-33

### Aéronefs comparables
Nord 1500 Noréclair

### Variantes
SNCAC NC.1071 - SNCAC NC.1072